# Giovanni Poggio
Giovanni Poggio (Bolonha, 26 de janeiro de 1493 - Bolonha, 12 de fevereiro de 1556) foi um cardeal do século XVII

## Biografia
Nasceu em Bolonha em 26 de janeiro de 1493. Filho de Cristoforo Poggio e Francesca Mantuana. Seu sobrenome também está listado como Poggi.
"... ben introdutto nello studio delle scienze non meno gravi, che umane..." (bem introduzido no estudo das ciências não menos sérias que as humanas).
Ele era casado e tinha vários filhos; após a morte de sua esposa em 1528, ingressou no estado eclesiástico em Bolonha. Nomeado pelo Papa Paulo III protonotário apostólico e tesoureiro da Câmara Apostólica. Núncio na Espanha, julho de 1529 a janeiro de 1535; núncio residente em Madrid, janeiro de 1535 a julho de 1537; núncio na Espanha novamente, de julho de 1537 a março de 1541..
Recebeu os pedidos menores..
Eleito bispo de Tropea, 4 de outubro de 1541; administrou a diocese através de vigários gerais porque estava ausente em sua nunciatura. Consagrado (nenhuma informação encontrada). Núncio na Espanha e coletor apostólico naquele reino, de setembro de 1541 a dezembro de 1551. Participou do Congresso de Bonn, 1544. Solicitado pelo Papa Júlio III a convencer Francisco de Borja, futuro santo e superior geral da Companhia de Jesus, a aceitar o promoção ao cardinalato; seus esforços não tiveram sucesso. O imperador Carlos V pediu ao papa que promovesse o núncio ao cardinalato..
Criado cardeal sacerdote no consistório de 20 de novembro de 1551; recebeu o chapéu vermelho e o título de S. Anastasia, 23 de março de 1552. Legado a latere na Espanha, de dezembro de 1551 a março de 1553. Participou do Conclave de abril de 1555, que elegeu o Papa Marcelo II. Participou do Conclave de maio de 1555, que elegeu o Papa Paulo IV. Renunciou ao governo da sé em favor de seu sobrinho Giovanni Matteo di Lucchi, bispo de Ancona, em 6 de fevereiro de 1556..
Morreu em Bolonha em 12 de fevereiro de 1556, de doença que contraiu naquela cidade. Sepultado na sua capela da igreja agostiniana de S. Jacopo, Bolonha..